# Bocquillonia castaneifolia
Bocquillonia castaneifolia är en törelväxtart som beskrevs av André Guillaumin. Bocquillonia castaneifolia ingår i släktet Bocquillonia och familjen törelväxter. IUCN kategoriserar arten globalt som starkt hotad. Inga underarter finns listade i Catalogue of Life.